# ايمانويل كويسي نكانساه
ايمانويل كويسي نكانساه (بالإنجليزية: Emmanuel Kwesi Nkansah)‏ هو لاعب كرة قدم غاني، ولد في 15 أكتوبر 1941. شارك مع منتخب غانا لكرة القدم.

## وصلات خارجية
- ايمانويل كويسي نكانساه على موقع الاتحاد الدولي (مؤرشف)  (الإنجليزية)
- ايمانويل كويسي نكانساه على موقع عالم كرة القدم.نت (الإنجليزية)
- ايمانويل كويسي نكانساه على موقع اللجنة الأولمبية الدولية (الإنجليزية)
- ايمانويل كويسي نكانساه على موقع أوليمبيديا (الإنجليزية)